# 鹿島層
鹿島層（かしまそう）は、日本の北海道に分布する地層。蝦夷層群を構成する累層であり、上部チューロニアン階 - 下部カンパニアン階に相当する。下位層に佐久層、上位層に函淵層があり、また浅海相の羽幌川層と対応する。

## 名称
1991年以降鹿島層として扱われている層は、長尾ほか (1954) では凝灰岩を含まない層を磯次郎沢頁岩層、頻繁に挟む層を鉱泉沢凝灰質砂岩頁岩層として区別されていた。しかし、前者で凝灰岩を挟む露頭や後者で挟まない露頭が確認されていたことから、地質構造の複雑性も加味して複数の層への細分が不可能であると本山ほか (1991) により判断された。本山ほか (1991) は北海道の大夕張地域の鹿島付近を模式地として鹿島層を命名した。当時、蝦夷層群は"下部蝦夷層群"・"中部蝦夷層群"・"上部蝦夷層群"・"函淵層群"の4層群に分割されていた。後にTakashima et al. (2004) はこれらを蝦夷層群として纏め、かつての"上部蝦夷層群"を鹿島層として扱い、本山ほか (1991) を踏襲した。

## 層序
北穂別地域や大夕張地域、富内-安住地域などに分布しており、層厚は北穂別地域で2500mを超え、富内-安住地域では1000m以上に達する。模式地付近である大夕張地域の真谷地沢では2000m、熊の沢では1400mの層厚が得られている。大夕張地域では佐久層・函淵層と整合の関係にあり、北穂別地域や富内-安住地域では下限が確認されていない。鹿島層の堆積時期は大夕張地域南部において、北穂別地域や大夕張地域北部 - 中央部と比べて遅いことが判明している。より具体的には、佐久層との境界が大夕張地域北部 - 中央部において中部 - 上部チューロニアン階にあたるのに対し、同地域南部においてはチューロニアン/コニアシアン階境界付近に対応する。この関係はイノセラムス化石の層序関係から導かれている。

## 岩相
鹿島層は主に塊状の暗灰色泥岩で構成されており、生物擾乱の発達と葉理の乏しさを特徴とする。また、頻繁に珪長質凝灰岩を挟んでいる。
栗原・平山 (2003) によると鹿島層はUaユニットとUbユニットに区分される。Uaユニットは暗灰色の硬質泥岩で構成されており、鹿島層に特徴的な塊状泥岩が卓越し、Ubユニットと比較して生物擾乱が少なく、葉理も認められる。本ユニットはイノセラムスの破片を多産する緑色の凝灰質砂岩を挟む。Ubユニットは主に塊状の明灰色泥岩から構成され、凝灰質砂岩および凝灰岩の地層を挟む。挟まれた地層はそれぞれKY-5、KY-6と命名され鍵層に指定されている。KY-6の放射年代は約82 - 85Maを示す。また下部に比べ上部で生物擾乱が強いことが報告されている。凝灰岩を挟む最上部層は厚さ数mの堅硬な砂質泥岩であり、その上位に函淵層が堆積する。
富内-安住地域における研究では、鹿島層の底生有孔虫の群集は中部 - 上部漸深海以深の属で構成されており、層序区間を通してほぼ一定であった。このため、佐久層上部から鹿島層にかけて当時の堆積環境は中部 - 上部漸深海にあったと推測されている。

## 化石

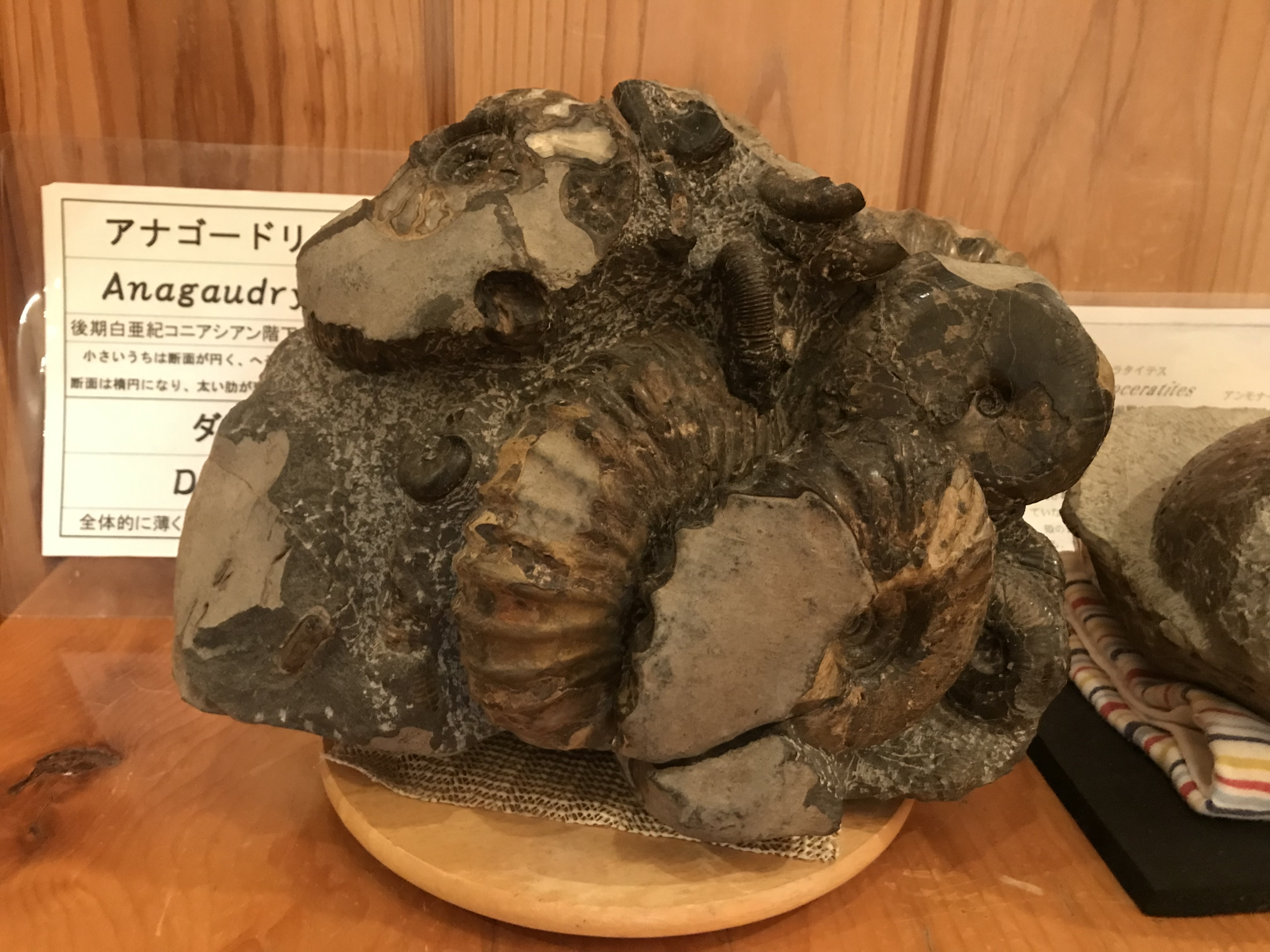
コニアシアン階から産出したAnagaudryceras limatumとDamesites sugata

鹿島層のUaユニットは生物化石に乏しく、Ubユニットは化石に富む。巨視的な化石では、UaユニットからはAnagaudryceras limatumとDamesites sugataの2種のアンモナイトが知られ、イノセラムス類ではMytiloides incertusとInoceramus uwajimensisが産出する。UbユニットではI. uwajimensisが卓越する。Ubユニットのアンモナイト化石ではネオフィロセラス、アナゴードリセラス、ゴードリセラス、テトラゴニテス、メソプゾシア、ダメシテス、スカフィテスが主に産出する。
ヘスペロルニス類では、Chupkaornis keraorumが本層から産出している。